# Karlheinz Dietz
Karlheinz Dietz (* 1. Mai 1947 in Regensburg) ist ein deutscher Althistoriker.
Dietz wurde nach einem Studium der Geschichtswissenschaft 1975 an der Universität Regensburg bei Adolf Lippold promoviert, dessen Assistent er von 1973 bis 1981 war. Danach wirkte er als Wissenschaftlicher Rat, seit 1984 als Oberrat, an der Kommission für Alte Geschichte und Epigraphik des Deutschen Archäologischen Instituts (DAI) in München. Er habilitierte sich 1984 und lehrte von 1985 bis zu seinem Ruhestand im Jahr 2012 als Professor für Alte Geschichte an der Universität Würzburg: Zunächst bekleidete er dort als Nachfolger von Hans-Joachim Gehrke eine C3-Professur, im November 1998 wurde er als Nachfolger seines Kollegen Dieter Timpe zum C4-Professor ernannt. Zum 1. April 2012 trat Rene Pfeilschifter seine Nachfolge auf dem Würzburger Lehrstuhl an.
Schwerpunkte von Dietz’ Forschungstätigkeit sind die römische Kaiserzeit einschließlich der Spätantike, Geschichte, Geographie und Inschriften der Alpen- und Donauländer, insbesondere Raetiens, in römischer Zeit.
Dietz ist korrespondierendes (seit 1988) bzw. ordentliches (seit 1997) Mitglied des DAI. Von 1997 bis 2011 war er Mitglied des Wissenschaftlichen Beirats der Kommission für Alte Geschichte und Epigraphik des DAI. An der Bayerischen Akademie der Wissenschaften war er von 1986 bis 1996 Mitglied der Kommission zur archäologischen Erforschung des spätrömischen Raetiens und ist seit 1997 Mitglied der Kommission zur vergleichenden Archäologie der römischen Alpen- und Donauländer. Er ist ferner Mitglied der Frankfurter Wissenschaftlichen Gesellschaft.

## Schriften
- mit Udo Osterhaus, Sabine Rieckhoff-Pauli und Konrad Spindler: Regensburg zur Römerzeit. Pustet, Regensburg 1979, ISBN 3-7917-0599-7.
- Senatus contra principem. Untersuchungen zur senatorischen Opposition gegen Kaiser Maximinus Thrax (= Vestigia. Band 29). Beck, München 1980, ISBN 3-406-04799-8 (zugleich Dissertation, Universität Regensburg 1975).
- mit Wolfgang Czysz, Thomas Fischer und Hans-Jörg Kellner: Die Römer in Bayern. Theiss, Stuttgart 1995, ISBN 3-8062-1058-6.
- mit Thomas Fischer: Die Römer in Regensburg. Pustet, Regensburg 1996, ISBN 3-7917-1484-8.
- mit Thomas Fischer: Regensburg zur Römerzeit. Von Roms nördlichster Garnison an der Donau zur ersten bairischen Hauptstadt. Pustet, Regensburg 2018, ISBN 978-3-7917-2976-3.
- Von Dürer an Raffael. Von Mantua nach Manoppello. Schnell & Steiner, Regensburg 2021, ISBN 978-3-7954-3645-2.
- mit Thomas Fischer und Veronika Fischer: Bayern zur Römerzeit. Archäologie und Geschichte. Pustet, Regensburg 2025, ISBN 978-3-7917-3520-7.